# Bryan (Texas)
Bryan is een plaats (city) in de Amerikaanse staat Texas, en valt bestuurlijk gezien onder Brazos County.

## Demografie
Bij de volkstelling in 2000 werd het aantal inwoners vastgesteld op 65.660.
In 2006 is het aantal inwoners door het United States Census Bureau geschat op 67.266, een stijging van 1606 (2,4%).

## Geografie
Volgens het United States Census Bureau beslaat de plaats een oppervlakte van
112,4 km², waarvan 112,2 km² land en 0,2 km² water.

## Plaatsen in de nabije omgeving
De onderstaande figuur toont nabijgelegen plaatsen in een straal van 32 km rond Bryan.